# Марина (ТВ серија)
Марина (шп. Marina) мексичко-америчка је теленовела, продукцијске куће Телемундо, снимана током 2006. и 2007.
У Србији је емитована током 2007. и 2008. на телевизији Пинк.

## Синопсис
Марина је прелепа сиромашна девојка којој се живот потпуно трансформише после смрти своје мајке. Она бива одведена да живи у богатој породици Аларкон Моралес. Игром случајности, заљубљује се у Рикарда и после смрти његове прве жене Адријане заузима њено место. Убрзо по рођењу, њен син бива отет и остављен на депонији. Тамо га проналази сиромашна жена која га прихвата и одгаја као сопственог сина. Марина и Рикардо одлучују да усвоје девојчицу Пати.
После 16 година младић по имену Чуј проваљује у резиденцију Моралес, не би ли набавио новац за мајчине лекове. Марина убрзо сазнаје да је Чуј заправо њен отети син. У тајности купује Чују стан и брине се о његовим трошковима. Због тога упада у финансијску кризу. Ствари ће се још више закомпликовати када Пати сазна за Чуја, а Рикардо, не знајући да му је то син, све више мрзи.

## Улоге
| Глумац:            | Улога:                           |
| ------------------ | -------------------------------- |
| Сандра Ечеверија   | Марина                           |
| Маурисио Окман     | Рикардо Аларкон Моралес #1       |
| Маноло Кардона     | Рикардо Аларкон Моралес #2       |
| Ајлин Мухика       | Лаура Салдивар Вероника Салдивар |
| Умберто Сурита     | Гиљермо Аларкон Ферер            |
| Сусана Досамантес  | Алберта                          |
| Анхелика Селаја    | Росалба                          |
| Илеан Алмагер      | Патрисија Пати Аларкон           |
| Алфонсо Досал      | Чуј                              |
| Карлос Кабаљеро    | Хулио                            |
| Едуардо Викторија  | Федерико                         |
| Карина Мора        | Матилде                          |
| Мара Куевас        | Лусија                           |
| Беатриз Сесилија   | Пастора                          |
| Густаво Наваро     | Данијел                          |
| Марта Аура         | Лупе                             |
| Елизабет Сервантес | Сара                             |
| Хорхе Луис Васкез  | Елијас                           |
| Емилио Гереро      | Хасинто Оропеза                  |
| Карлос Корона      | Латас                            |
| Милдред Мота       | Силвија                          |
| Георгина Табора    | Клоринда                         |
| Вероника Теран     | Бланка                           |
| Пабло Азар         | Папалоте                         |
| Лурдес Виљареал    | Лазара                           |
| Сандра Дестенаве   | Адријана                         |
| Долорес Хередија   | Роса                             |
| Адријано Зендехас  | Чуј (као дете)                   |
| Дасана Зендехас    | Пати (као дете)                  |